# Список птахів Ємену
Це перелік видів птахів, зафіксованих на території Ємену. Авіфауна Ємену налічує загалом 432 види, з яких 13 є ендемічними, 2 були інтродуковані людьми, а 25 вважається рідкісними або випадковими. 14 видів перебувають на межі глобального зникнення.

## Позначки
Наступні теги використані для виділення деяких категорій птахів.
- (А) Випадковий — вид, який рідко або випадково трапляється в Ємені
- (Е) Ендемічий — вид, який є ендеміком Ємену
- (I) Інтродукований — вид, завезений до Ємену як наслідок, прямих чи непрямих людських дій
- (Ex) Локально вимерлий — вид, який більше не трапляється в Ємені, хоча його популяції існують в інших місцях
- (X) Вимерлий — вид або підвид, який мешкав у Ємені, однак повністю вимер.

## Страусоподібні(Struthioniformes)
Родина: Страусові (Struthionidae)
- Страус африканський, Struthio camelus (Ex)
  - Арабський страус, Struthio camelus syriacus (X)

## Пірникозоподібні(Podicipediformes)
Родина: Пірникозові (Podicipedidae)
- Пірникоза мала, Tachybaptus ruficollis
- Пірникоза чорношия, Podiceps nigricollis

## Буревісникоподібні(Procellariiformes)
Родина: Буревісникові (Procellariidae)
- Бульверія товстодзьоба, Bulweria fallax
- Буревісник світлоногий, Ardenna carneipes
- Буревісник клинохвостий, Ardenna pacificus
- Буревісник каріамуріанський, Puffinus persicus

Родина: Океанникові (Oceanitidae)
- Океанник Вільсона, Oceanites oceanicus
- Океанник білобровий, Pelagodroma marina
- Фрегета чорночерева, Fregetta tropica

Родина: Качуркові (Hydrobatidae)
- Качурка морська, Hydrobates pelagicus
- Качурка вилохвоста, Hydrobates monorhis

## Фаетоноподібні(Phaethontiformes)
Родина: Фаетонові (Phaethontidae)
- Фаетон червонодзьобий, Phaethon aethereus
- Фаетон білохвостий, Phaethon lepturus

## Сулоподібні(Suliformes)
Родина: Сулові (Sulidae)
- Сула жовтодзьоба, Sula dactylatra
- Сула червононога, Sula sula
- Сула білочерева, Sula leucogaster

Родина: Бакланові (Phalacrocoracidae)
- Баклан великий, Phalacrocorax carbo
- Баклан перський, Phalacrocorax nigrogularis (E)
- Баклан африканський, Microcarbo africanus

## Пеліканоподібні(Pelecaniformes)
Родина: Пеліканові (Pelecanidae)
- Пелікан рожевий, Pelecanus onocrotalus
- Пелікан африканський, Pelecanus rufescens

Родина: Чаплеві (Ardeidae)
- Чапля сіра, Ardea cinerea
- Чапля чорноголова, Ardea melanocephala
- Чапля-велетень, Ardea goliath
- Чапля руда, Ardea purpurea
- Чепура велика, Ardea alba
- Чепура середня, Ardea intermedia (A)
- Чапля рифова, Egretta gularis
- Чепура чорна, Egretta ardesiaca (A)
- Чепура мала, Egretta garzetta
- Чапля жовта, Ardeola ralloides
- Чапля індійська, Ardeola grayii (A)
- Чапля синьодзьоба, Ardeola idae (A)
- Чапля єгипетська, Bubulcus ibis
- Чапля мангрова, Butorides striata
- Квак звичайний, Nycticorax nycticorax
- Бугайчик китайський, Ixobrychus sinensis (A)
- Бугайчик звичайний, Ixobrychus minutus
- Бугай водяний, Botaurus stellaris

Родина: Молотоголовові (Scopidae)
- Молотоголов, Scopus umbretta

Родина: Ібісові (Threskiornithidae)
- Ібіс священний, Threskiornis aethiopicus
- Ібіс-лисоголов марокканський, Geronticus eremita
- Коровайка бура, Plegadis falcinellus
- Косар білий, Platalea leucorodia
- Косар африканський, Platalea alba (A)

## Лелекоподібні(Ciconiiformes)
Родина: Лелекові (Ciconiidae)
- Лелека чорний, Ciconia nigra
- Лелека африканський, Ciconia abdimii
- Лелека білий, Ciconia ciconia

## Фламінгоподібні(Phoenicopteriformes)
Родина: Фламінгові (Phoenicopteridae)
- Фламінго рожевий, Phoenicopterus roseus
- Фламінго малий, Phoenicopterus minor

## Гусеподібні(Anseriformes)
Родина: Качкові (Anatidae)
- Свистач рудий, Dendrocygna bicolor
- Anser fabalis
- Огар рудий, Tadorna ferruginea
- Галагаз євразійський, Tadorna tadorna
- Свищ євразійський, Mareca penelope
- Нерозень, Mareca strepera
- Чирянка мала, Anas crecca
- Крижень звичайний, Anas platyrhynchos
- Шилохвіст північний, Anas acuta
- Чирянка велика, Spatula querquedula
- Широконіска північна, Spatula clypeata
- Попелюх звичайний, Aythya ferina
- Чернь білоока, Aythya nyroca
- Чернь чубата, Aythya fuligula

## Яструбоподібні(Accipitriformes)
Родина: Скопові (Pandionidae)
- Скопа, Pandion haliaetus

Родина: Яструбові (Accipitridae)
- Осоїд євразійський, Pernis apivorus
- Осоїд чубатий, Pernis ptilorhynchus (A)
- Шуліка чорноплечий, Elanus caeruleus (A)
- Шуліка вилохвостий, Chelictinia riocourii
- Шуліка чорний, Milvus migrans
- Ягнятник, Gypaetus barbatus
- Стерв'ятник, Neophron percnopterus
- Стерв'ятник бурий, Necrosyrtes monachus (A)
- Сип плямистий, Gyps rueppelli (A)
- Сип білоголовий, Gyps fulvus
- Гриф чорний, Aegypius monachus (A)
- Гриф африканський, Torgos tracheliotos
- Змієїд блакитноногий, Circaetus gallicus
- Terathopius ecaudatus(інші мови)
- Лунь очеретяний, Circus aeruginosus
- Лунь польовий, Circus cyaneus (A)
- Лунь степовий, Circus macrourus
- Лунь лучний, Circus pygargus
- Яструб-крикун темний, Melierax metabates
- Габар, Micronisus gabar
- Яструб туркестанський, Accipiter badius
- Яструб коротконогий, Accipiter brevipes (A)
- Яструб малий, Accipiter nisus
- Канюк звичайний, Buteo buteo
- Buteo socotraensis(інші мови) (E)
- Канюк степовий, Buteo rufinus
- Підорлик малий, Clanga pomarina (A)
- Підорлик великий, Clanga clanga
- Орел рудий, Aquila rapax
- Орел степовий, Aquila nipalensis
- Могильник східний, Aquila heliaca
- Беркут, Aquila chrysaetos
- Орел кафрський, Aquila verreauxii
- Орел-карлик яструбиний, Aquila fasciata
- Орел-карлик, Hieraaetus pennatus

## Соколоподібні(Falconiformes)
Родина: Соколові (Falconidae)
- Боривітер степовий, Falco naumanni
- Боривітер звичайний, Falco tinnunculus
- Кібчик червононогий, Falco vespertinus
- Кібчик амурський, Falco amurensis
- Підсоколик сірий, Falco concolor
- Підсоколик малий, Falco columbarius
- Підсоколик великий, Falco subbuteo
- Ланер, Falco biarmicus
- Балабан, Falco cherrug
- Falco pelegrinoides
- Сапсан, Falco peregrinus

## Куроподібні(Galliformes)
Родина: Фазанові (Phasianidae)
- Кеклик кремовогорлий, Alectoris chukar
- Кеклик чорногорлий, Alectoris philbyi
- Кеклик чорноголовий, Alectoris melanocephala
- Куріпка аравійська, Ammoperdix heyi
- Перепілка звичайна, Coturnix coturnix
- Перепілка-арлекін, Coturnix delegorguei (A)

Родина: Цесаркові (Numididae)
- Цесарка рогата, Numida meleagris

## Журавлеподібні(Gruiformes)
Родина: Журавлеві (Gruidae)
- Журавель степовий, Anthropoides virgo
- Журавель сірий, Grus grus

Родина: Пастушкові (Rallidae)
- Пастушок водяний, Rallus aquaticus
- Деркач лучний, Crex crex
- Багновик білогрудий, Amaurornis phoenicurus (A)
- Погонич малий, Zapornia parva
- Погонич-крихітка, Zapornia pusilla
- Погонич звичайний, Porzana porzana
- Султанка африканська, Porphyrio alleni (A)
- Курочка водяна, Gallinula chloropus
- Лиска звичайна, Fulica atra

## Дрохвоподібні(Otidiformes)
Родина: Дрохвові (Otididae)
- Дрохва аравійська, Ardeotis arabs
- Джек, Chlamydotis undulata
- Джек східний, Chlamydotis macqueenii

## Сивкоподібні(Charadriiformes)
Родина: Триперсткові (Turnicidae)
- Триперстка африканська, Turnix sylvatica (A)

Родина: Яканові (Jacanidae)
- Якана довгохвоста, Hydrophasianus chirurgus

Родина: Мальованцеві (Rostratulidae)
- Мальованець афро-азійський, Rostratula benghalensis (A)

Родина: Крабоїдові (Dromadidae)
- Крабоїд, Dromas ardeola

Родина: Куликосорокові (Haematopodidae)
- Кулик-сорока євразійський, Haematopus ostralegus

Родина: Чоботарові (Recurvirostridae)
- Кулик-довгоніг чорнокрилий, Himantopus himantopus
- Чоботар синьоногий, Recurvirostra avosetta

Родина: Лежневі (Burhinidae)
- Лежень степовий, Burhinus oedicnemus
- Лежень плямистий, Burhinus capensis

Родина: Дерихвостові (Glareolidae)
- Бігунець пустельний, Cursorius cursor
- Бігунець червононогий, Rhinoptilus chalcopterus
- Дерихвіст лучний, Glareola pratincola
- Дерихвіст степовий, Glareola nordmanni
- Дерихвіст малий, Glareola lactea

Родина: Сивкові (Charadriidae)
- Чайка чубата, Vanellus vanellus (A)
- Чайка шпорова, Vanellus spinosus
- Чайка степова, Vanellus gregarius (A)
- Чайка білохвоста, Vanellus leucurus
- Сивка бурокрила, Pluvialis fulva
- Сивка звичайна, Pluvialis apricaria (A)
- Сивка морська, Pluvialis squatarola
- Пісочник великий, Charadrius hiaticula
- Пісочник малий, Charadrius dubius
- Пісочник морський, Charadrius alexandrinus
- Пісочник монгольський, Charadrius mongolus
- Пісочник товстодзьобий, Charadrius leschenaultii
- Пісочник каспійський, Charadrius asiaticus (A)
- Хрустан євразійський, Charadrius morinellus

Родина: Баранцеві (Scolopacidae)
- Баранець малий, Lymnocryptes minimus
- Баранець азійський, Gallinago stenura (A)
- Баранець великий, Gallinago media
- Баранець звичайний, Gallinago gallinago
- Неголь азійський, Limnodromus semipalmatus (A)
- Грицик великий, Limosa limosa
- Грицик малий, Limosa lapponica
- Кульон середній, Numenius phaeopus
- Кульон тонкодзьобий, Numenius tenuirostris
- Кульон великий, Numenius arquata
- Коловодник чорний, Tringa erythropus
- Коловодник звичайний, Tringa totanus
- Коловодник ставковий, Tringa stagnatilis
- Коловодник великий, Tringa nebularia
- Коловодник лісовий, Tringa ochropus
- Коловодник болотяний, Tringa glareola
- Мородунка, Xenus cinereus
- Набережник палеарктичний, Actitis hypoleucos
- Крем'яшник звичайний, Arenaria interpres
- Побережник ісландський, Calidris canutus
- Побережник білий, Calidris alba
- Побережник малий, Calidris minuta
- Побережник білохвостий, Calidris temminckii
- Побережник довгопалий, Calidris subminuta
- Побережник гострохвостий, Calidris acuminata (A)
- Побережник червоногрудий, Calidris ferruginea
- Побережник чорногрудий, Calidris alpina
- Побережник болотяний, Calidris falcinellus
- Брижач, Calidris pugnax
- Плавунець круглодзьобий, Phalaropus lobatus
- Плавунець плоскодзьобий, Phalaropus fulicarius

Родина: Поморникові (Stercorariidae)
- Поморник середній, Stercorarius pomarinus
- Поморник короткохвостий, Stercorarius parasiticus

Родина: Мартинові (Laridae)
- Мартин червономорський, Ichthyaetus leucophthalmus
- Мартин аденський, Ichthyaetus hemprichii
- Мартин каспійський, Ichthyaetus ichthyaetus
- Мартин звичайний, Chroicocephalus ridibundus
- Мартин тонкодзьобий, Chroicocephalus genei
- Мартин сизий, Larus canus (A)
- Мартин морський, Larus marinus
- Мартин сріблястий, Larus argentatus
- Мартин чорнокрилий, Larus fuscus
- Larus heuglini
- Мартин жовтоногий, Larus cachinnans
- Мартин севанський, Larus armenicus
- Крячок чорнодзьобий, Gelochelidon nilotica
- Крячок каспійський, Hydroprogne caspia
- Крячок бенгальський, Thalasseus bengalensis
- Крячок рябодзьобий, Thalasseus sandvicensis
- Крячок жовтодзьобий, Thalasseus bergii
- Крячок рожевий, Sterna dougallii
- Крячок річковий, Sterna hirundo
- Крячок аравійський, Sterna repressa
- Крячок малий, Sternula albifrons
- Крячок мекранський, Sternula saundersi
- Крячок бурокрилий, Onychoprion anaethetus
- Крячок строкатий, Onychoprion fuscatus
- Крячок білощокий, Chlidonias hybrida
- Крячок білокрилий, Chlidonias leucopterus
- Крячок чорний, Chlidonias niger
- Крячок бурий, Anous stolidus
- Водоріз африканський, Rynchops flavirostris

## Рябкоподібні(Pterocliformes)
Родина: Рябкові (Pteroclidae)
- Рябок пустельний, Pterocles exustus
- Рябок сенегальський, Pterocles senegallus
- Рябок рудоголовий, Pterocles coronatus
- Рябок абісинський, Pterocles lichtensteinii

## Голубоподібні(Columbiformes)
Родина: Голубові (Columbidae)
- Голуб сизий, Columba livia
- Columba arquatrix(інші мови)
- Горлиця звичайна, Streptopelia turtur
- Streptopelia lugens(інші мови)
- Streptopelia roseogrisea(інші мови)
- Streptopelia semitorquata(інші мови)
- Горлиця мала, Spilopelia senegalensis
- Горлиця абісинська, Turtur abyssinicus (A)
- Горлиця капська, Oena capensis
- Вінаго жовточеревий, Treron waalia

## Папугоподібні(Psittaciformes)
Родина: Psittaculidae
- Папуга індійський, Psittacula eupatria (I)
- Папуга Крамера, Psittacula krameri (I)

## Зозулеподібні(Cuculiformes)
Родина: Зозулеві (Cuculidae)
- Зозуля строката, Clamator jacobinus
- Зозуля чубата, Clamator glandarius
- Зозуля звичайна, Cuculus canorus
- Дідрик білочеревий, Chrysococcyx klaas
- Дідрик білощокий, Chrysococcyx caprius
- Коукал білобровий, Centropus superciliosus

## Совоподібні(Strigiformes)
Родина: Сипухові (Tytonidae)
- Сипуха крапчаста, Tyto alba

Родина: Совові (Strigidae)
- Сплюшка булана, Otus brucei
- Сплюшка бліда, Otus pamelae
- Сплюшка євразійська, Otus scops
- Сплюшка східноазійська, Otus sunia
- Сплюшка сокотрійська, Otus socotranus (E)
- Пугач аравійський, Bubo milesi
- Сова бліда, Strix hadorami
- Сич хатній, Athene noctua
- Сова болотяна, Asio flammeus

## Дрімлюгоподібні(Caprimulgiformes)
Родина: Дрімлюгові (Caprimulgidae)
- Дрімлюга іспанський, Caprimulgus ruficollis
- Дрімлюга звичайний, Caprimulgus europaeus
- Дрімлюга буланий, Caprimulgus aegyptius
- Дрімлюга нубійський, Caprimulgus nubicus
- Дрімлюга гірський, Caprimulgus poliocephalus
- Дрімлюга блідий, Caprimulgus inornatus

## Серпокрильцеві(Apodiformes)
Родина: Серпокрильцеві (Apodidae)
- Салангана гімалайська, Aerodramus brevirostris (A)
- Серпокрилець пальмовий, Cypsiurus parvus
- Серпокрилець білочеревий, Apus melba
- Серпокрилець чорний, Apus apus
- Серпокрилець блідий, Apus pallidus
- Серпокрилець сокотрійський, Apus berliozi
- Серпокрилець малий, Apus affinis
- Серпокрилець білогузий, Apus caffer (A)

## Сиворакшоподібні(Coraciiformes)
Родина: Рибалочкові (Alcedinidae)
- Рибалочка блакитний, Alcedo atthis (A)
- Рибалочка діадемовий, Corythornis cristatus (A)
- Альціон сіроголовий, Halcyon leucocephala

Родина: Бджолоїдкові (Meropidae)
- Бджолоїдка білогорла, Merops albicollis
- Merops cyanophrys(інші мови)
- Бджолоїдка зелена, Merops persicus
- Бджолоїдка оливкова, Merops superciliosus
- Бджолоїдка звичайна, Merops apiaster

Родина: Сиворакшові (Coraciidae)
- Сиворакша євразійська, Coracias garrulus
- Сиворакша абісинська, Coracias abyssinica
- Сиворакша рожевовола, Coracias caudata (A)
- Сиворакша білоброва, Coracias naevia (A)
- Сиворакша бенгальська, Coracias benghalensis

## Bucerotiformes
Родина: Одудові (Upupidae)
- Одуд, Upupa epops

Родина: Птахи-носороги (Bucerotidae)
- Токо плямистодзьобий, Tockus nasutus

## Дятлоподібні(Piciformes)
Родина: Дятлові (Picidae)
- Крутиголовка звичайна, Jynx torquilla
- Dendrocoptes dorae(інші мови)

## Горобцеподібні(Passeriformes)
Родина: Жайворонкові (Alaudidae)
- Фірлюк чагарниковий, Mirafra cantillans
- Жервінчик білолобий, Eremopterix nigriceps
- Жайворонок вохристий, Ammomanes cinctura
- Жайворонок пустельний, Ammomanes deserti
- Пікір великий, Alaemon alaudipes
- Жайворонок товстодзьобий, Ramphocoris clotbey
- Жайворонок двоплямистий, Melanocorypha bimaculata
- Жайворонок малий, Calandrella brachydactyla
- Жайворонок рудоголовий, Calandrella eremica
- Жайворонок аравійський, Eremalauda eremodites
- Посмітюха звичайна, Galerida cristata
- Жайворонок польовий, Alauda arvensis

Родина: Ластівкові (Hirundinidae)
- Ластівка мала, Riparia paludicola (A)
- Ластівка сіровола, Riparia chinensis (A)
- Ластівка берегова, Riparia riparia
- Ластівка білоброва, Neophedina cincta (A)
- Ластівка скельна, Ptyonoprogne rupestris
- Ластівка афро-азійська, Ptyonoprogne fuligula
- Ластівка сільська, Hirundo rustica
- Ластівка даурська, Cecropis daurica
- Ластівка міська, Delichon urbicum

Родина: Плискові (Motacillidae)
- Плиска біла, Motacilla alba
- Плиска жовтоголова, Motacilla citreola
- Плиска жовта, Motacilla flava
- Плиска гірська, Motacilla cinerea
- Щеврик азійський, Anthus richardi
- Щеврик рудий, Anthus cinnamomeus
- Щеврик польовий, Anthus campestris
- Щеврик довгодзьобий, Anthus similis
- Щеврик лісовий, Anthus trivialis
- Щеврик лучний, Anthus pratensis
- Щеврик червоногрудий, Anthus cervinus
- Щеврик золотистий, Tmetothylacus tenellus (A)

Родина: Бюльбюлеві (Pycnonotidae)
- Бюльбюль аравійський, Pycnonotus xanthopygos

Родина: Омельгушкові (Hypocoliidae)
- Омельгушка, Hypocolius ampelinus (A)

Родина: Тинівкові (Prunellidae)
- Тинівка передньоазійська, Prunella ocularis
- Тинівка аравійська, Prunella fagani (E)

Родина: Дроздові (Turdidae)
- Дрізд єменський, Turdus menachensis
- Дрізд чорноволий, Turdus atrogularis (A)
- Дрізд співочий, Turdus philomelos

Родина: Тамікові (Cisticolidae)
- Таміка віялохвоста, Cisticola juncidis
- Таміка тамариксова, Cisticola haesitatus (E)
- Таміка сокотрійська, Incana incanus (E)
- Принія афро-азійська, Prinia gracilis

Родина: Вертункові (Scotocercidae)
- Вертунка, Scotocerca inquieta

Родина: Кобилочкові (Locustellidae)
- Кобилочка-цвіркун, Locustella naevia (A)
- Кобилочка річкова, Locustella fluviatilis
- Кобилочка солов'їна, Locustella luscinioides

Родина: Очеретянкові (Acrocephalidae)
- Очеретянка лучна, Acrocephalus schoenobaenus
- Очеретянка ставкова, Acrocephalus scirpaceus
- Очеретянка африканська, Acrocephalus baeticatus
- Очеретянка чагарникова, Acrocephalus palustris
- Очеретянка велика, Acrocephalus arundinaceus
- Очеретянка південна, Acrocephalus stentoreus
- Берестянка південна, Iduna rama
- Берестянка бліда, Iduna pallida
- Берестянка пустельна, Hippolais languida
- Берестянка оливкова, Hippolais olivetorum
- Берестянка звичайна, Hippolais icterina

Родина: Вівчарикові (Phylloscopidae)
- Вівчарик брунатний, Phylloscopus umbrovirens
- Вівчарик весняний, Phylloscopus trochilus
- Вівчарик-ковалик, Phylloscopus collybita
- Вівчарик іранський, Phylloscopus neglectus
- Вівчарик світлочеревий, Phylloscopus bonelli
- Вівчарик жовтобровий, Phylloscopus sibilatrix
- Вівчарик бурий, Phylloscopus fuscatus

Родина: Кропив'янкові (Sylviidae)
- Кропив'янка чорноголова, Sylvia atricapilla
- Кропив'янка садова, Sylvia borin (A)
- Кропив'янка єменська, Curruca buryi
- Кропив'янка сіра, Curruca communis
- Кропив'янка прудка, Curruca curruca
- Кропив'янка пустельна, Curruca nana
- Кропив'янка рябогруда, Curruca nisoria
- Кропив'янка товстодзьоба, Curruca crassirostris
- Кропив'янка аравійська, Curruca leucomelaena
- Кропив'янка червоновола, Curruca cantillans
- Кропив'янка біловуса, Curruca mystacea

Родина: Мухоловкові (Muscicapidae)
- Скеляр строкатий, Monticola saxatilis
- Скеляр малий, Monticola rufocinereus
- Скеляр синій, Monticola solitarius
- Мухоловка сіра, Muscicapa striata
- Мухоловка акацієва, Muscicapa gambagae
- Мухоловка білошия, Ficedula albicollis (A)
- Вільшанка, Erithacus rubecula (A)
- Соловейко східний, Luscinia luscinia
- Соловейко західний, Luscinia megarhynchos
- Синьошийка, Luscinia svecica
- Соловейко білогорлий, Irania gutturalis
- Соловейко рудохвостий, Cercotrichas galactotes
- Альзакола чорна, Cercotrichas podobe
- Горихвістка чорна, Phoenicurus ochruros
- Горихвістка звичайна, Phoenicurus phoenicurus
- Трав'янка білошия, Saxicola maurus
- Трав'янка лучна, Saxicola rubetra
- Трав'янка європейська, Saxicola rubicola (A)
- Saxicola torquatus
- Oenanthe leucopyga(інші мови) (A)
- Oenanthe lugentoides(інші мови)
- Oenanthe lugubris(інші мови)
- Кам'янка білогруда, Oenanthe monacha
- Кам'янка звичайна, Oenanthe oenanthe
- Oenanthe lugens(інші мови) (A)
- Кам'янка лиса, Oenanthe pleschanka
- Кам'янка строката, Oenanthe melanoleuca
- Oenanthe xanthoprymna (A)
- Oenanthe chrysopygia(інші мови) (A)
- Кам'янка пустельна, Oenanthe deserti
- Кам'янка попеляста, Oenanthe isabellina
- Кам'янка рудовола, Oenanthe bottae
- Cercomela familiaris(інші мови) (A)
- Oenanthe melanura(інші мови)

Родина: Монархові (Monarchidae)
- Монарх-довгохвіст африканський, Terpsiphone viridis

Родина: Leiothrichidae
- Кратеропа аравійська, Argya squamiceps

Родина: Нектаркові (Nectariniidae)
- Саїманга довгохвоста, Hedydipna metallica
- Нектарець сокотрійський, Chalcomitra balfouri(E)
- Маріка палестинська, Cinnyris osea
- Маріка блискотлива, Cinnyris habessinicus

Родина: Окулярникові (Zosteropidae)
- Окулярник абісинський, Zosterops abyssinicus
- Окулярник сокотрійський, Zosterops socotranus

Родина: Вивільгові (Oriolidae)
- Вивільга звичайна, Oriolus oriolus

Родина: Сорокопудові (Laniidae)
- Сорокопуд терновий, Lanius collurio
- Сорокопуд рудохвостий, Lanius isabellinus
- Lanius phoenicuroides(інші мови)
- Сорокопуд сірий, Lanius excubitor
- Сорокопуд чорнолобий, Lanius minor
- Сорокопуд білолобий, Lanius nubicus
- Сорокопуд червоноголовий, Lanius senator

Родина: Гладіаторові (Malaconotidae)
- Чагра велика, Tchagra senegala

Родина: Дронгові (Dicruridae)
- Дронго вилохвостий, Dicrurus adsimilis (A)

Родина: Воронові (Corvidae)
- Сорока звичайна, Pica pica
- Ворона індійська, Corvus splendens
- Крук строкатий, Corvus albus
- Крук пустельний, Corvus ruficollis
- Крук короткохвостий, Corvus rhipidurus

Родина: Ґедзеїдові (Buphagidae)
- Ґедзеїд червонодзьобий, Buphagus erythrorhynchus (A)

Родина: Шпакові (Sturnidae)
- Шпак даурський, Agropsar sturninus
- Шпак рожевий, Pastor roseus
- Шпак звичайний, Sturnus vulgaris
- Шпак жовтоголовий, Creatophora cinerea (A)
- Шпак-куцохвіст аметистовий, Cinnyricinclus leucogaster
- Моріо сомалійський, Onychognathus blythii
- Моріо сокотрійський, Onychognathus frater(E)
- Моріо аравійський, Onychognathus tristramii

Родина: Ткачикові (Ploceidae)
- Ткачик савановий, Ploceus intermedius
- Ткачик рудощокий, Ploceus galbula

Родина: Астрильдові (Estrildidae)
- Мельба строката, Pytilia melba
- Астрильд аравійський, Estrilda rufibarba
- Бенгалик золотогрудий, Amandava subflava
- Сріблодзьоб чорногузий, Euodice cantans
- Сріблодзьоб східний, Spermestes nigriceps

Родина: Вівсянкові (Emberizidae)
- Вівсянка сіра, Emberiza cineracea
- Вівсянка садова, Emberiza hortulana
- Вівсянка сивоголова, Emberiza caesia
- Вівсянка строкатоголова, Emberiza striolata
- Вівсянка каштанова, Emberiza tahapisi
- Вівсянка сокотрійська, Emberiza socotrana (E)

Родина: В'юркові (Fringillidae)
- Армілка єменська, Rhynchostruthus percivali
- Армілка золотокрила, Rhynchostruthus socotranus (E)
- Linaria yemenensis(E)
- Щедрик аравійський, Crithagra rothschildi
- Щедрик єменський, Crithagra menachensis
- Bucanetes githaginea(інші мови)

Родина: Горобцеві (Passeridae)
- Горобець хатній, Passer domesticus
- Горобець сокотрійський, Passer insularis (E)
- Горобець абдалькурійський, Passer hemileucus (E)
- Горобець аравійський, Passer euchlorus
- Горобець малий, Gymnornis dentata
- Горобець короткопалий, Carpospiza brachydactyla